# Sigurd
Sigurd er et drengenavn, der bæres af 2691 personer i Danmark.

## Kendte personer med navnet
- Sigurd Barrett
- Sigurd Fafnersbane